# Килелерски бунт
Килелерският бунт (на гръцки: Εξέγερση του Κιλελέρ) избухва на 6 март 1910 г. и е кулминация на нерешения аграрен въпрос още от времето на присъединяването на Тесалия към Гърция в 1881 година.

## Предистория
След присъединяването на почти цяла Тесалия към Гърция (без района на Еласона) старите османски чифликчии се изселват от областта. Същевременно правителството на Харилаос Трикупис, от модернистичната (нова) партия, цели развитието на модерно земеделие, като привлича към старите османски окрупнени земеделски стопанства чужди инвестиции, независимо под каква форма. Всичко това води до бунтовни настроения сред местните, със стремеж за налагане на правителството да приеме аграрна реформа, посредством която селяните да получат право на собственост върху земята.

## Инциденти
Селските бунтове се свързват с Килелер (Блистер), където на 6 март 1910 г. се случва инцидент. Организирани, около 200 селяни искат да се качат без билети на влака на тесалийски железници за Лариса, където е насрочен митинг в подкрепа на нов аграрен закон. Директорът на тесалийските железници Политис отказва да ги качи без билети и селяните превземат влака, започвайки да хвърлят камъни по вагоните и да чупят прозорци. Извикано е жандармерийско подкрепление, което открива огън срещу селяните във влака, убивайки двама и ранявайки много други.
Отделно от това, между тесалийските селяни и гръцкото правителство в Атина съществува напрежение по повод убийството на Маринос Антипа през 1907 г. от арендатори на бившите османски чифлици. Стефанос Драгумис се опитва да застане начело на селяните.
Влаковата композиция с убитите и ранени продължава за Лариса, като на гара Цулар (Мелия) са убити още двама и ранени други 15 селяни. След като композицията пристига в Лариса, сблъсъците се пренасят на градска територия и към 15 часа следобед са потушени от кавалерията. Въпреки инцидентите и размириците, студентът Георгиос Шунас успява да прочете пред събралите се на митинга манифест, който е отправен и изпратен до парламента и правителството в Атина.

## Съдебен процес
След края на митинга много хора са арестувани и изправени пред съд, обаче в съдебен процес на 23 юни 1910 г. всички те са оправдани, най-вече по политически причини. Гръцкото правителство не иска да настройва селяните срещу политиката си.

## Последствия
За събитията в Тесалия скоро се разчува из цяла Гърция. Увеличава се и обществения натиск за решаване на аграрния въпрос. Първата стъпка за аграрна реформа е направена през 1911 г. от правителството на Елефтериос Венизелос, който наследява като премиер Стефанос Драгумис. Приемат се редица законодателни стъпки в полза на изполичарите, но не се стига до отчуждавания, предвид наближаващия военен конфликт.
Едва след 1923 г., след т.нар. малоазийска катастрофа, и след като в Тесалия са заселени бежанци от Мала Азия по силата на споразумението за размяна на население между Гърция и Турция, проблемът с оземляването на селяните в Тесалия е решен. Аграрният въпрос в Тесалия е ликвидиран окончателно от правителството Николаос Пластирас, посредством одържавяване на големите поземлени владения, които са съществували още от османско време в Тесалия под формата на чифлици.